# ألبرتو بلانكو (كاتب)
ألبرتو بلانكو (بالإسبانية: Alberto Blanco)‏ هو كاتب وشاعر مكسيكي، ولد في 18 فبراير 1951 في مدينة مكسيكو في المكسيك.